# Palau Soccer League
Palau Soccer League – najwyższa klasa rozgrywek w piłce nożnej w Palau. Powstała w 2004 r. z inicjatywy krajowej organizacji piłkarskiej - Palau Soccer Association. Wszystkie mecze rozgrywane są na Stadionie Narodowym w Koror. W rozgrywkach bierze udział pięć drużyn. Najwięcej zwycięstw odnotował Team Bangladesh F.C.

## Historia
| Nr   | Rok       | Zwycięzca                 |
| ---- | --------- | ------------------------- |
| I    | 2004      | Daewoo Ngatpang           |
| II   | 2005      | Team Bangladesh F.C.      |
| III  | 2006      | Surangel and Sons Company |
| IV   | 2006–2007 | Team Bangladesh           |
| V    | 2008      | Kramers FC                |
| VI   | 2009      | Melekeok FC               |
| VII  | 2010      | Daewoo Ngatpang           |
| VIII | 2012      | Team Bangladesh           |
| IX   | 2012      | Taj FC                    |